# Arrondissement d'Ajaccio
L'arrondissement d'Ajaccio est une division administrative française, située dans la circonscription départementale de la Corse-du-Sud et le territoire de la collectivité de Corse.

## Composition

### Composition avant 2015
Liste des cantons de l’arrondissement d’Ajaccio :
- canton d'Ajaccio-1 (et ancien canton d'Ajaccio) ;
- canton d'Ajaccio-2 ;
- canton d'Ajaccio-3 ;
- canton d'Ajaccio-4 ;
- canton d'Ajaccio-5 ;
- canton d'Ajaccio-6 ;
- canton d'Ajaccio-7 ;
- canton de Bastelica ;
- canton de Celavo-Mezzana ;
- canton de Cruzini-Cinarca ;
- canton des Deux-Sevi ;
- canton des Deux-Sorru ;
- canton de Santa-Maria-Siché ;
- canton de Zicavo.

### Découpage communal depuis 2015
Depuis 2015, le nombre de communes des arrondissements varie chaque année, soit du fait du redécoupage cantonal de 2014 qui a conduit à l'ajustement de périmètres de certains arrondissements, soit à la suite de la création de communes nouvelles.
Le 8 mars 2017, Olivese est détachée de l'arrondissement de Sartène et rattachée à l'arrondissement d'Ajaccio. Le nombre de communes de l'arrondissement d'Ajaccio est ainsi de 80 en 2015 et 81 le 8 mars 2017.
Au 1er janvier 2024, l'arrondissement groupe les 81 communes suivantes :
1. Afa
2. Ajaccio
3. Alata
4. Albitreccia
5. Ambiegna
6. Appietto
7. Arbori
8. Arro
9. Azilone-Ampaza
10. Azzana
11. Balogna
12. Bastelica
13. Bastelicaccia
14. Bocognano
15. Calcatoggio
16. Campo
17. Cannelle
18. Carbuccia
19. Cardo-Torgia
20. Cargèse
21. Casaglione
22. Cauro
23. Ciamannacce
24. Coggia
25. Cognocoli-Monticchi
26. Corrano
27. Coti-Chiavari
28. Cozzano
29. Cristinacce
30. Cuttoli-Corticchiato
31. Eccica-Suarella
32. Évisa
33. Forciolo
34. Frasseto
35. Grosseto-Prugna
36. Guagno
37. Guargualé
38. Guitera-les-Bains
39. Letia
40. Lopigna
41. Marignana
42. Murzo
43. Ocana
44. Olivese
45. Orto
46. Osani
47. Ota
48. Palneca
49. Partinello
50. Pastricciola
51. Peri
52. Piana
53. Pietrosella
54. Pila-Canale
55. Poggiolo
56. Quasquara
57. Renno
58. Rezza
59. Rosazia
60. Salice
61. Sampolo
62. Santa-Maria-Siché
63. Sant'Andréa-d'Orcino
64. Sari-d'Orcino
65. Sarrola-Carcopino
66. Serra-di-Ferro
67. Serriera
68. Soccia
69. Tasso
70. Tavaco
71. Tavera
72. Tolla
73. Ucciani
74. Urbalacone
75. Valle-di-Mezzana
76. Vero
77. Vico
78. Villanova
79. Zévaco
80. Zicavo
81. Zigliara

## Démographie
En 2022, l'arrondissement comptait 123 120 habitants.
| 1968   | 1975   | 1982   | 1990   | 1999   | 2006    | 2011    | 2016    | 2021    |
| ------ | ------ | ------ | ------ | ------ | ------- | ------- | ------- | ------- |
| 65 134 | 70 441 | 78 206 | 86 487 | 84 921 | 100 997 | 107 203 | 113 473 | 121 218 |

| 2022    | - | - | - | - | - | - | - | - |
| ------- | - | - | - | - | - | - | - | - |
| 123 120 | - | - | - | - | - | - | - | - |